# Kerti geze

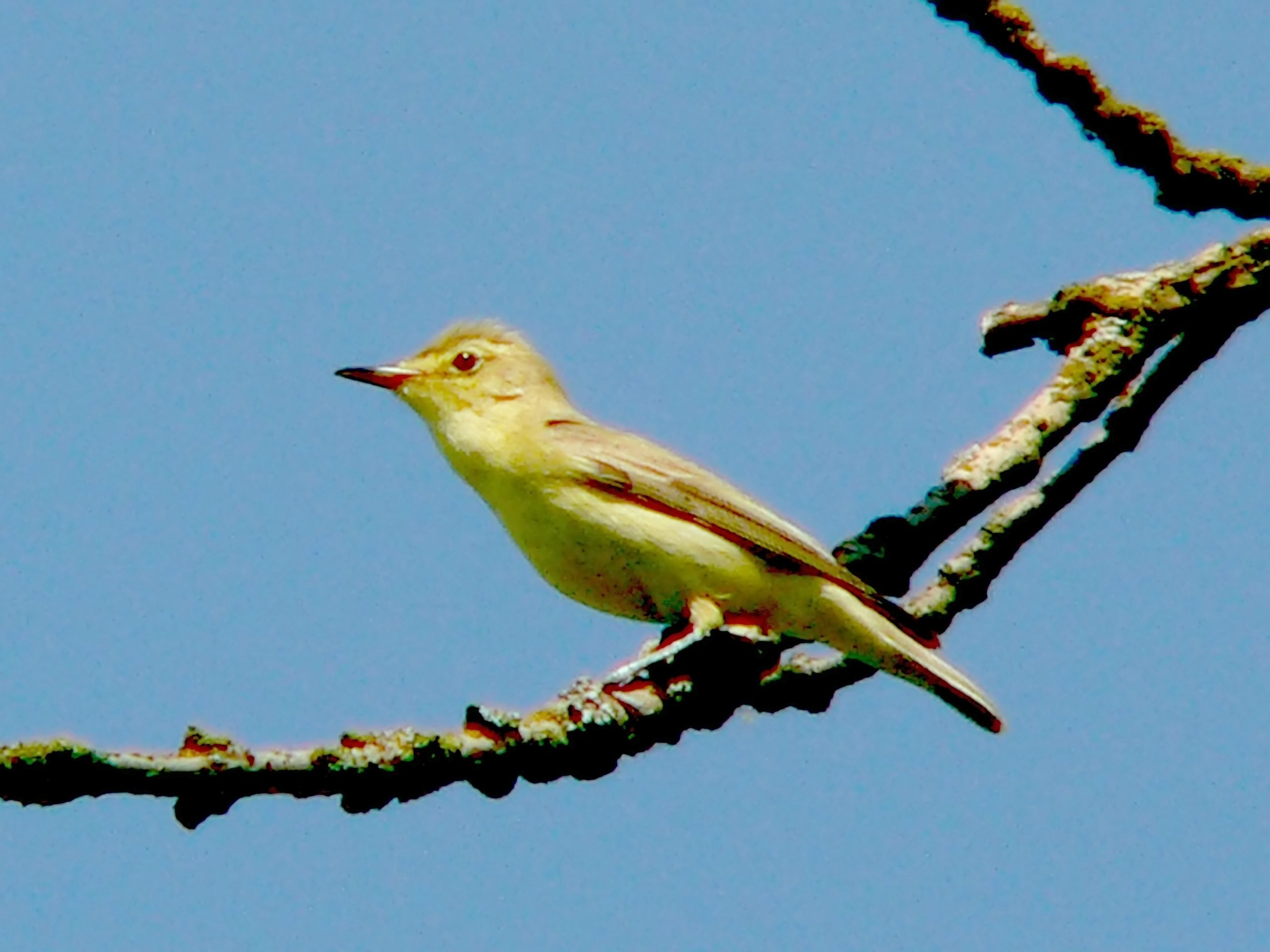

A kerti geze (Hippolais icterina) a madarak osztályának verébalakúak (Passeriformes) rendjébe és a nádiposzátafélék (Acrocephalidae) családjába tartozó faj.

## Előfordulása
Európában és Ázsiában költ nyugat-Skandináviától és észak-Franciaországtól észak-Kazahsztánig és észak-Iránig. Ősszel Afrikába vonul. Folyóárterek erdejeinek, parkoknak és kerteknek lombkoronájában bujkál, ritkán lehet észrevenni.

## Alfajai
Alfajai nincsenek, de korábban elkülönítették a Hippolais icterina icterina, Hippolais icterina magnioculi és a Hippolais icterina alaris alfajokat. Ez utóbbi elszigetelten költ észak-Iránban, rendszertani helye vitatott.

## Megjelenése
Hossza 13–14 centiméter, szárnyfesztávolsága 20–24 centiméter, testtömege pedig 10–15 gramm. Hasoldala halványsárga, szárnya és farka barnás. Lábai kékesszürkék.

## Életmódja
Táplálékát hernyók, lepkék és pókok jelentik, melyeket az ágakon és leveleken gyűjtöget.

## Szaporodása

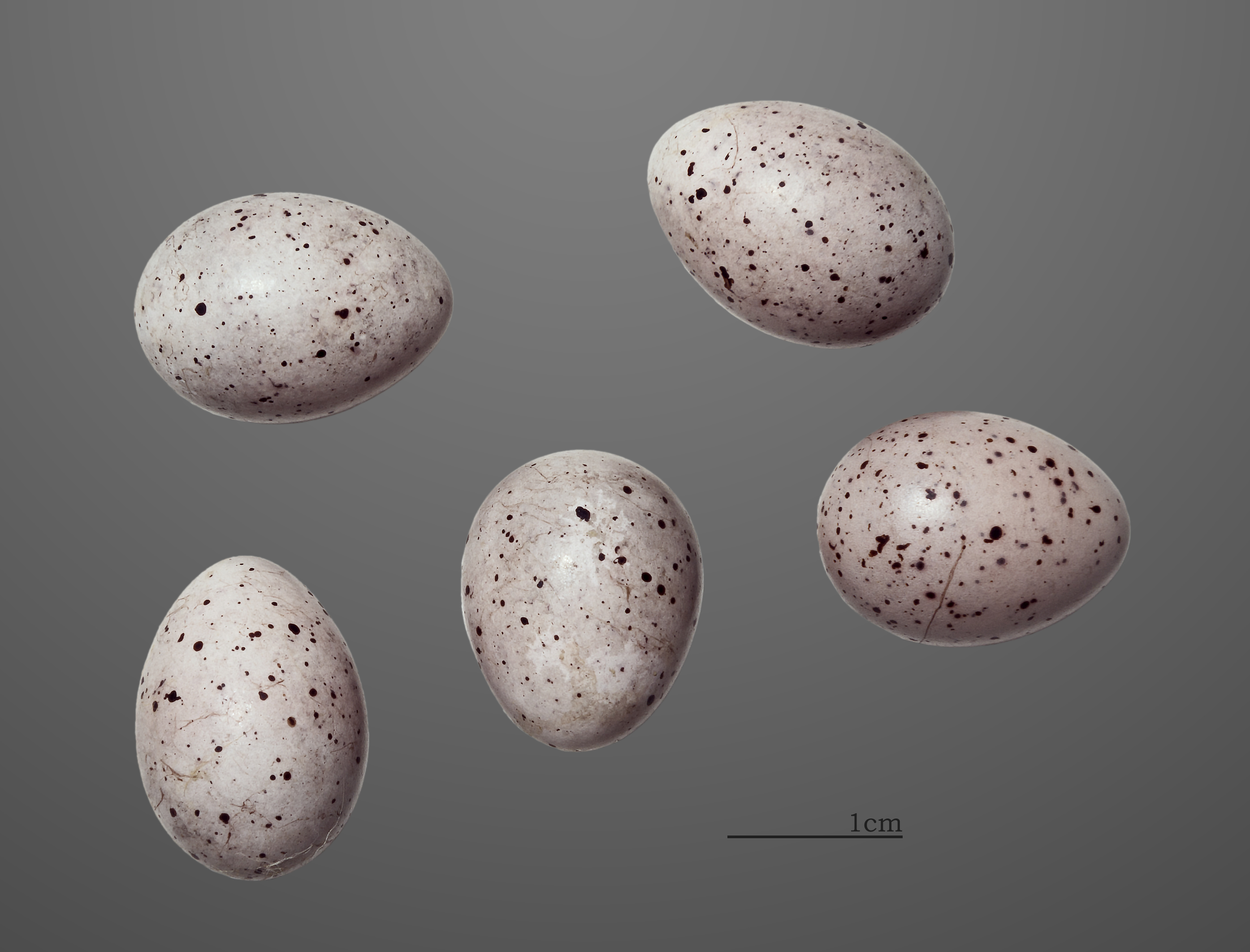
Hippolais icterina

A hím ugrál az ágak közt és közben énekel, időnként felröppenve udvarol. Fészkét fűszálakból építi, csészéjét gyapjúval, szőrszálakkal béleli. Fészekalja 5 tojásból áll, melyen 12-14 napig kotlik. A fiókák még két hétig a fészekben tartózkodnak.

## Kárpát-medencei előfordulása
Magyarországon rendszeres fészkelő, május-júniusban tartózkodik a területen.

## Védettsége
Magyarországon védett, természetvédelmi értéke 25 000 Ft.